# Margaret Leighton
Margaret Leighton, född 26 februari 1922 i Barnt Green, Worcestershire, död 13 januari 1976 i Chichester, West Sussex, var en brittisk skådespelerska inom teater, film och TV. Hon arbetade både i Storbritannien och på Broadway i USA. Hon tilldelades två Tony Awards (1957 och 1962), en Emmy Award (1970), och nominerades till en Oscar för bästa kvinnliga biroll i filmen Budbäraren 1971.

## Filmografi (i urval)
- 1948 – Fallet Winslow
- 1949 – Under Capricorn
- 1952 – The Holly and the Ivy
- 1955 – En snygg historia
- 1964 – The Best Man
- 1965 – In i det sista
- 1969 – Tokiga grevinnan
- 1971 – Budbäraren
- 1972 – Inget spel för nybörjare